# أون سان سو تشي
أون سان سو تشي (بالبورمية: အောင်ဆန်းစုကြည််)‏ زعيمة معارضة سابقة في ميانمار ولدت في 19 يونيو عام 1945م. تشغل سابقا منصب مستشار الدولة في ميانمار، وهي أول من شغل هذا المنصب، الذي يعادل منصب رئيس الوزراء.
والدها هو الجنرال أون سان الذي قام بمفاوضات أدت إلى استقلال البلاد من المملكة المتحدة في سنة 1947م. وقد اغتاله منافسوه في نفس العام. تربت على يد والدتها في العاصمة البورمية هي واشقائها الاثنين. ولاحقاً غرق أحدهما في حمام السباحة وهو طفل والآخر هاجر إلى الولايات المتحدة.
تلقت تعليمها في المدارس الكاثوليكية ثم التحقت بإحدى الكليات في الهند عندما عملت أمها سفيرة لبورما في الهند ونيبال وفي عام 1969م حصلت على البكالوريوس في علوم الاقتصاد والسياسة من اوكسفورد. عملت في الأمم المتحدة في نيويورك لمدة ثلاثة أعوام في مسائل تتعلق أساساً بالميزانية.
وفي عام 1972م تزوجت من الدكتور مايكل آريس وهو أستاذ بريطاني متخصص في أديان وثقافة التبت ولكنه كان يعيش في بوتان وانجبت منه ولديها الكسندر وكيم وفي عام 1985م حصلت على درجة الدكتوراة في العلوم السياسية من كلية الدراسات الشرقية والأفريقية جامعة لندن وقد عادت إلى بورما عام 1988م لكي تعنى بأمها المريضة، ولكنها فيما بعد قادت الحركة الديمقراطية في بورما، ووضعت تحت الإقامة الجبرية في منزلها منذ عام 1989م لأنها شغلت منصب أمين عام الرابطة الوطنية من أجل الديموقراطية أهم أحزاب المعارضة في بورما.
حصلت على جائزة سخاروف لحرية الفكر سنة 1990م وجائزة نوبل للسلام سنة 1991م من أجل دعمها للنضال اللاعنفوي. وفي عام 1992م على جائزة جواهر لال نهرو من الحكومة الهندية. كما حصلت على عدد من الجوائز العالمية في مجال حرية الفكر كما قرر مجلس الشيوخ الأميركي بالإجماع منح ميدالية الكونغرس الذهبية وهي أرفع تكريم مدني في الولايات المتحدة لزعيمة المعارضة البورمية اونغ سان سو تشي مصدقاً قراراً كان اتخذه مجلس النواب بهذا الخصوص.
في 1 فبراير 2021، قالت الرابطة الوطنية من أجل الديمقراطية إن جيش ميانمار اعتقل أونغ سان سو كي بعد أن أعلن الجيش أن نتائج الانتخابات العامة في نوفمبر 2020 مزورة.

## النشأة
ولدت أون سان سو تشي في مدينة يانغون، والدها هو السيد أون سان مؤسس جيش ميانمار الحديث والذي تفاوض مع الجيش البريطاني ليحصل على استقلال بورما عام 1947م تم اغتياله من قبل منافسيه السياسيين في العام ذاته فنشأت بذالك أون سان برعاية والدتها السيدة وخين كيي وشيقيقيها أون سان لين وأون سان أوو بمدينة رانغون. وقد توفي أخيها أون سان لين صغيراً - بالثامنة من عمره تحديداً - غرقاً ببحيرة المنزل. هاجر أخاها الأكبر أون سان أوو إلى سان دييغو، كاليفورنيا بعد ذلك ليصبح بعد ذلك مواطناً أمريكياً. وبعد غرق أخيها الأصغر في منزلها انتقلت مع والدتها إلى منزل آخر فالتقت أون سان سو تشي بشخصيات من خلفيات جديدة وآراء سياسية ودينية مختلفة.

### الدراسة
تلقت تعليمها بمدرسة الميثودية الثانوية الإنجليزية - تغير اسم المدرسة بعد ذلك إلى: مدرسة دانجون الأساسية - قضت بذلك معظم حياتها بموطنها بورما معتنقة الديانة البوذية ثيرافادا. اكتسبت والدة أون سان سو تشي السيدة وخين كيي بعد فترة مكانتها المرموقة كشخصية سياسية في الحكومة البورمية الحديثة وعينت كسفيرة في الهند ونيبال سنة 1960م وكانت ابنتها أون سان سو تشي ترافقها بأسفارها ودرست في نيوديلهي بمدرسة يسوع ومريم وتخرجت بعد ذلك من كلية السيدة شيري رام بمرتبة الشرف في علوم السياسة عام 1964م.
اصلت بعد ذلك دراستها الأكاديمية بكلية سانت هيو بأكسفورد وحصلت على شهادتها في فلسفة السياسة والاقتصاد عام 1969م. ووفقاً لأحد زملائها فقد وقعت أون سان سو تشي بسنتها الثانية بجامعة أكسفورد بحب طالب باكستاني اسمه طارق حيدر إلا أن علاقتهما لم تدم طويلاً ولم تلاقي استحساناً من قبل عائلتها وأصدقائها أصلاً.[بحاجة لمصدر] وحصلت بعد ذلك أون سان سو تشي على درجة الدكتوراه من كلية الدراسات الشرقية والإفريقية من جامعة لندن عام 1985م وتم ترشيحها كزميلة فخرية عام 1990م.

## العمل
بعد التخرج سكنت أون سان سو تشي بمدينة نيويورك مع صديق للعائلة هو السيد ما ذان إيي والذي كان مغنياً شعبياً بورمياً. وعملت مع الأمم المتحدة كمسؤولة ميزانية لمدة ثلاث سنوات وكاتبة يومية للدكتور مايكل أريس والذي أصبح زوجها مستقبلاً وتحديداً في أواخر عام 1971م وكان باحثاً في الثقافة التبتية وتحديداً حول الساكنين خارج بوتان. ورزقت أون سان سو تشي بابنها الأول ألكسندر أريس في لندن بعامها التالي من الزواج 1972م وبابنها الثاني كيم أريس عام 1977م.
وعملت بعدها لمدة سنتين في المعهد الهندي للدراسات المتقدمة في مدينة شيملا بالهند كما عملت أيضاً لصالح حكومة اتحاد بورما. وفي عام 1988م عادت أون سان سو تشي إلى بورما للمرة الأولى لمساندة والتها المريضة وقتها وعادت بعدها مرة أخرى لمساندة الحركة الديموقراطية بالبلد. وكان لقاؤها الأخير بزوجها السيد أريس في إجازة عيد الميلاد سنة 1995م فقد ظلت أون سان سو تشي في بورما ومنعتها الحكومة البورمية من لقاء زوجها برفض إعطائه أي تصريح لدخول البلاد. وفي عام 1997م تم تشخيص السيد أريس وإبلاغه بإصابته بسرطان البروستاتا ورغم مناشدة شخصيات بارزة مثل الأمين العام للأمم المتحدة كوفي عنان والبابا يوحنا بولس الثاني للحكومة البورمية بالسماح للسيد أريس بدخول الأراضي البورمية إلا أن الحكومة البورمية رفضت مطالبهم بحجة أنها لا تريد تحمل مسؤولية صحته وليس لديها مرافق صحية ممتازة قادرة على رعايته.
وبدلاً من ذلك حثت الحكومة البورمية أون سان سو تشي لمغادرة البلاد لزيارته وكانت وقت ذاك تحت الإقامة الجبرية المؤقتة ولكن أون سان سو تشي لم ترغب بالخروج من الأراضي البورمية خوفاً من منعها من العودة بعد ذلك من قبل المجلس العسكري. توفي زوج أون سان سو تشي السيد أريس عن عمر 53 وتحديداً في يوم 27 مارس من عام 1999م. ومنذ سنة 1989م عندما وضعت زوجته السيدة أون سان سو تشي تحت إقامتها الجبرية لم يسمح له برؤيتها إلا خمس مرات فقط وكان آخرها في عيد الميلاد عام 1995م كما تم إبعادها عن أبنائها والذين يعيشون في المملكة المتحدة إلا أنه سمح لهم بزيارتها بعد ذلك في عام 2011م في بورما. وتم إطلاق أون سان سو تشي من إقامتها الجبرية بتاريخ 13 نوفمبر 2010م.

## مشاكل صحية
أجرت عملية جراحية بسبب أمراض النساء في سبتمبر 2003 في مستشفى آسيا الملكي خلال فترة الإقامة الجبرية،  كما خضعت لعملية جراحية صغيرة في القدم في ديسمبر 2013 وجراحة للعيون في أبريل 2016،  وقال طبيبها تين ميو وين إنها لا تعاني من مشاكل صحية خطيرة، ولكن وزنها 48 كجم فقط، وتعاني من انخفاض ضغط الدم، ويمكن أن تصبح ضعيفة بسهولة.

## حياتها السياسية
عقب عودتها إلى بورما قام الجنرال ني وين زعيم الحزب الاشتراكي الحاكم في بورما بتقديم استقالته مما أدى إلى مظاهرات حاشدة تدعو إلى الديمقراطية في بورما قادتها اون في 8 أغسطس 1988 تعم قمعها بعنف ثم قادت نصف مليون مواطن في مظاهرة حاشدة في العاصمة في يوم 26 أغسطس 1988 وفي سبتمبر من نفس العام وصلت قيادة عسكرية جديدة إلى الحكم في البلاد ومن ثم قامت اون بتأسيس حزب الرابطة الوطنية من أجل الديموقراطية واعلنت الامين العام للحزب وفي 20 يوليو 1989 تم وضعها تحت الإقامة الجبرية وتم عرض الإفراج عنها مقابل مغادرتها البلاد ولكنها رفضت. وفي عام 1990 دعا المجلس العسكري الحاكم إلى انتخابات عامة في البلاد وقادت اون حزبها في النتخابات لتحصل على أعلى الصوات مما كان سيرتتب عليه تعيينها في منصب رئيس الوزراء ولكن النخبة العسكرية رفضت تسليم مقاليد الحكم واستمرت في وضعها تحت الإقامة الجبرية.

### العنف ضد مسلمي الروهنغيا واللاجئين
تتعرض أون سان سو تشي إلى انتقادات حادة لالتزامها الصمت إبان أحداث شغب ولاية راخين، التي اندلعت سنة 2012، التي تكررت لاحقًا سنة 2015 أثناء أزمة لاجئي الروهنغيا سنة 2015، إلى جانب ما وصف بعدم مبالاتها بما يتعرض له الروهينغيا (الأقلية المسلمة المضطهدة في ميانمار) من اضطهاد عرقي وديني. وقد صرحت سو تشي للمراسلين في 2012، أنها لا تعلم ما إذا كان من الممكن اعتبار الروهينغيا مواطنين بورميين أم لا. وقد رفضت سو تشي ـ في لقاء مع مذيعة بي بي سي مشعل حسين إدانة العنف ضد الروهينغيا، منكرة تعرض مسلمي ميانمار لأي تطهير عرقي، ومؤكدة على أن احتقان الأجواء يرجع إلى «مناخ من الخوف» سببه «شعور العالم بتعاظم قوة المسلمين عالميًا». وقد ذكر بيتر بوبهام أن سو تشي أعربت ـ عقب هذا اللقاء ـ عن استيائها من اختيار مذيعة مسلمة لإجراء اللقاء معها. وقد فندت مشعل حسين قول سو تشي بأن العنف يحدث من الطرفين، مؤكدة أن جميع تبعات العنف تقريبًا تقع على الروهينغيا، ووصف بيتر بوبهام موقفها تجاه هذه القضية بالغموض المتعمد الرامي إلى مكاسب سياسية.
ومع عودة أعمال العنف في أغسطس 2017 وتزايدها تجاه المسلمين وهروب أكثر من ربع مليون لاجئ من الروهنيغا إلى بنغلاديش، ارتفعت وتيرة الانتقادات العالمية تجاه صمت أون ساني تشي على ما يحدث وعدم تدخلها لوقف العنف، كما ارتفعت مناشدات لبعض حاملي جائزة نوبل للسلام لها بالتدخل ورفض العنف. وعلى الصعيد الرسمي، عبر الرئيس التركي رجب طيب أردوغان لأون سان سو عن قلقه عن ما يحدث في بلادها، وصف بعدها مكتبها الرسمي ما يحدث «بالمعلومات المضللة».
وفي يوم 19 سبتمبر 2017، أعلنت أون سان سو تشي في كلمة متلفزة في البرلمان الماينماري أن بلادها مستعدة لتنظيم عودة أكثر من 410 آلاف لاجئ من الروهينغا الذين فروا إلى بنغلاديش، وأن الدولة مستعدة كي تبدأ التحقق من هويات اللاجئين، بهدف تنظيم عودتهم، وأنها لا ترغب بأن تكون بورما منقسمة حول المعتقدات الدينية. كما نددت بـ«كل انتهاكات حقوق الإنسان» لكن دون أن تأتي على ذكر الجيش، الذي وُجهَت إليه اتهامات بإحراق قرى وإطلاق النار على مدنيين، الأمر الذي وصفته الأمم المتحدة بالتطهير العرقي.

### المطالبة بسحب جائزة نوبل للسلام
حصدت عريضة تطالب بسحب جائزة نوبل للسلام من أون سان سو تشي على أكثر من 300 ألف توقيع جماهيري تطالب فيه اللجنة المنظمة للجائزة بسحب الجائزة منها، كما أصدرت المنظمة الإسلامية للتربية والعلوم والثقافة في 4 سبتمبر 2017 بيانًا دعت فيه لجنة جائزة نوبل لسحب جائزتها للسلام من أون سان سو تشي، وجاء في البيان المذكور: «إن ما تقوم به سلطات ميانمار من جرائم بشعة ضد أقلية الروهينغا المسلمة بمعرفة رئيسة وزرائها وتأييدها، عمل يتناقض مع أهداف جائزة نوبل ومع القانون الدولي وحقوق الإنسان»، وأشارت المنظمة من مقرها في مدينة الرباط بالمغرب أن رئيسة وزراء ميانمار فقدت الأهلية للجائزة بسبب دعمها للمجازر ضد المسلمين في بلادها، وطالبت المجتمع الدولي بالتدخل لوقف هذه المجازر.
رد رئيس اللجنة النرويجية لجائزة نوبل في 6 سبتمبر من نفس العام على هذه الدعوات، باستحالة سحب جائزة نوبل من أي شخص تسلمها وذلك وفقاً لوصية ألفريد نوبل، وأن لجنة الجائزة غير مسؤولة عن أفعال أي شخص بعد استلامه للجائزة.

### سحب جائزة حرية مدينة أكسفورد
عمدت مدينة أكسفورد البريطانية إلى تجريد أون سان سو تشي من جائزة حرية المدينة، بعد أن صوَّت مجلس المدينة بالإجماع على سحب تلك الجائزة منها، خلال الأسبوع الأول من شهر تشرين الأول (أكتوبر) 2017، مُعللًا ذلك ببواعث قلق عميقة بشأن مُعاملة الروهينغا المسلمين تحت حكمها. وقالت ماري كلاركسون، العضو بالمجلس المحلي للمدينة وبحزب العمال، أن سمعة المدينة «تلطخت بسبب تكريم من يغضون البصر عن العنف». يجدر بالذكر أن أون سان سو تشي تلقت دراستها الجامعة في المدينة سالفة الذكر، وحصلت على جائزتها المذكورة بسبب نشاطاتها السابقة في مجال حقوق الإنسان.

### اعتقالها 2021
في 1 فبراير 2021، اعتُقلت من قبل الجيش في ميانمار بعد إعلان الجيش أن نتائج الانتخابات العامة التي جرت في نوفمبر 2020 كانت مزورة.